# Bàlrog

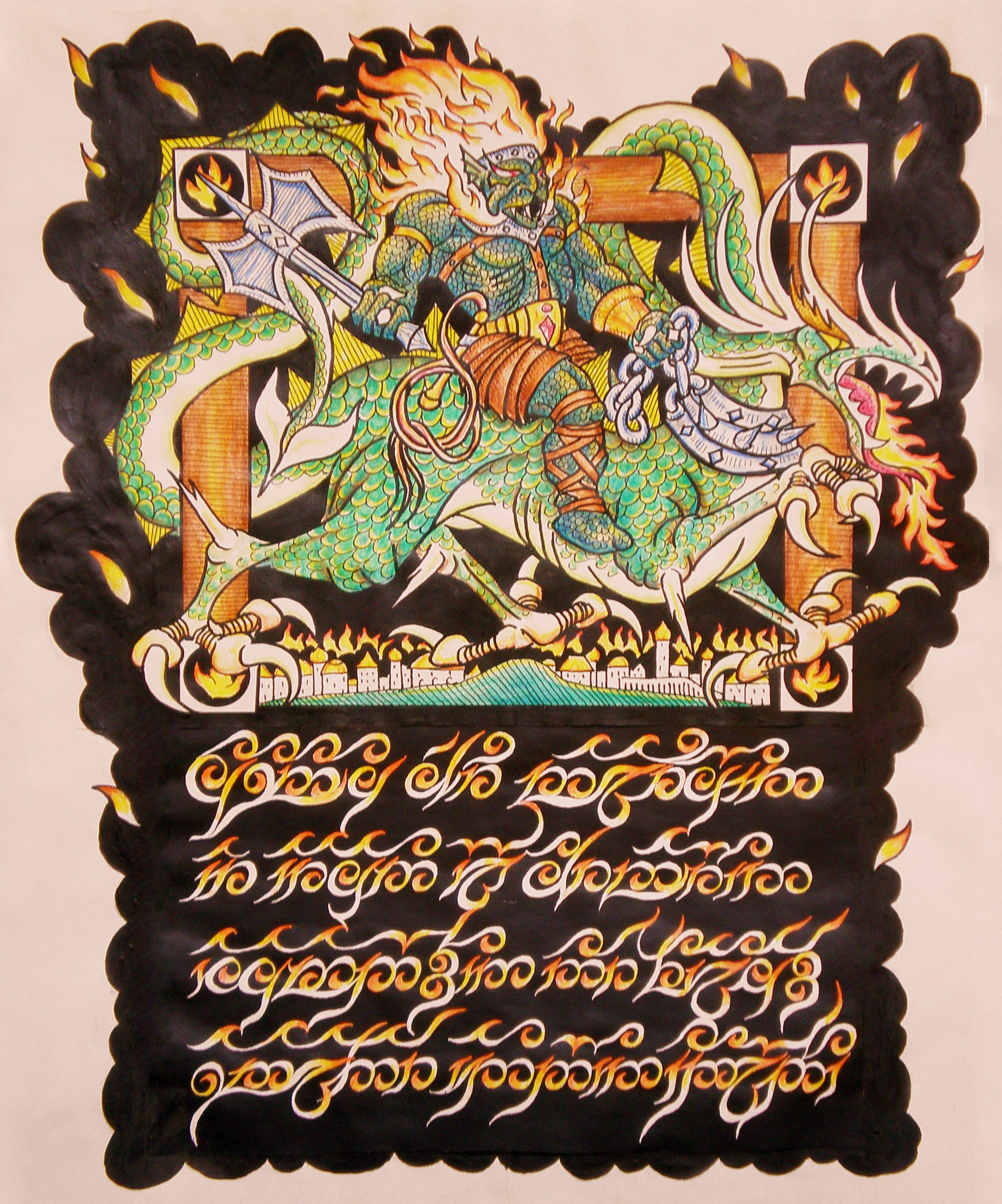
El senyor dels bàlrogs Gòthmog sobre el llom d'un drac

Els bàlrogs són criatures demoníaques de foc i ombra que formen part del bestiari de la Terra Mitjana, la creació de J.R.R. Tolkien. Tenien forma humanoide i s'envoltaven en un núvol de foscor, infonent gran terror a tothom que els envoltava. Van ser els servents de Mórgoth més temuts.
Bàlrog significa «dimoni del poder» en síndarin. El nom que reben els monstres en quenya, amb el mateix significat, és Vàlarauko (plural Vàlaraukar).
El bàlrog més famós és el que apareix a les mines de Mòria a El Senyor dels Anells, i que s'enfronta amb Gàndalf el Gris al pont de Khazad-dûm.

## Història

### Orígens
Originalment els bàlrogs eren maiar, éssers emmanats de la ment de l'Il·lúvatar i que van prendre forma dins de la creació per a ordenar-la. Però aviat van ser corromputs per Mórgoth i es van posar al seu servei.
Quan Mórgoth va ser empresonat pels vàlar i la seva primera fortalesa (Utumno) fou destruïda, els bàlrogs van fugir i s'amagaren sota terra.

### L'esplendor dels bàlrogs: la Primera Edat
Quan Mórgoth va ser alliberat tots els seus antics servents es van reagrupar a Àngband. El primer cop que els bàlrogs en van sortir va ser durant la Dàgor-nuin-Giliath, la segona batalla de Beleríand. Liderats per Fèanor, els nóldor havien arribat a la Terra Mitjana i havien derrotat els orcs de Mórgoth. Fèanor i els seus estaven perseguint el darrer grup d'orcs que fugia cap a Àngband quan els bàlrogs s'hi llançaren a sobre. Entre ells hi havia Gòthmog, el Senyor dels Bàlrogs i l'únic del que en coneixem el nom. Fèanor es va defensar amb valentia, i resistí fins que els seus fills el rescataren fent fugir els bàlrogs, però va morir per les ferides rebudes.
Van participar en les altres batalles de Beleriand, on tenien un paper molt destacat i sembraven el pànic per allà on passaven. Només aquells amb la voluntat més forta eren capaços de desafiar-los i combatre contra ells.
Els bàlrogs van tornar a sortir en massa d'Àngband per la Caiguda de Góndolin.Van liderar l'atac sorpresa a la ciutat secreta, acompanyats de dracs, orcs i màquines de guerra. Alguns bàlrogs van morir en l'atac, entre ells Góthmog, que va morir després d'una èpica lluita amb l'elf Ecthèlion de la Font en la qual tots dos van acabar morint. Una fi semblant va patir Glorfíndel, que per permetre que Tuor, Ídril i Eärendil s'escapessin de la ciutat va enfrontar-se a un bàlrog que li tallava el pas de les muntanyes i acabaren caient tots dos des del precipici.
Quan els vàlar van decidir-se a derrotar Mórgoth definitivament i van enviar l'exèrcit de Vàlinor contra Àngband, els bàlrog van sortir a defensar-la. En la Guerra de la Còlera la majoria dels bàlrogs van morir, i els que aconseguiren escapar-se van fugir espantats i es van amagar sota terra a les profunditats de les muntanyes.

### La Fatalitat de Durin
A la Tercera Edat, els nans de Khazad-dûm van excavar massa fons i van despertar un bàlrog que hi havia estat hivernant des de la Primera Edat. Va matar el rei Durin VI, i l'any següent va matar el seu fill i successor Nain I. Després d'això els nans van abandonar la ciutat i el nom va ser rebatjat com a Mòria, l'abisme fosc. El nom d'aquest bàlrog eradesconegut i se'l conegué com «la fatalita de Durin».
Segles més tard, i com es relata a El Senyor dels Anells, la Germandat de l'Anell va travessar les mines de Mòria i es van trobar amb el bàlrog. A sobre del pont de Khazad-dûm Gàndalf va enfrontar-s'hi i tots dos va caure a l'abisme. Més endavant es descobreix que tots dos van sobreviure a la caiguda i van continuar lluitant fins que Gàndalf va derrotar-lo, morint de les ferides rebudes. D'aquesta manera es podia continuar afirmant que ningú havia mort mai un bàlrog sense perdre-hi la vida.

## Aspecte
Com a maiar, originalment els bàlrogs tenien l'habilitat natural de modificar el seu aspecte a voluntat, o fer-se invisibles. Però la corrupció dels seus esperits va afectar els seus cossos, i van quedar atrapats en figures monstruoses (aparentment a Mórgoth i Sàuron també els passà el mateix).
Però la seva aparença mai és descrita amb exactitud per Tolkien, i sembla que ell mateix no la tenia gaire clara.

### Amb ales o sense
El debat sobre si els bàlrogs eren criatures alades o no és una de les polèmiques més intenses entre els fans de Tolkien. De fet, la discussió ha arribat a tals extrems que per alguns s'ha convertit en el paradigma de debat infructuós i sense sentit entre fans.
Al cinquè capítol del segon llibre de El Senyor dels Anells, el Pont de Khazad-dûm, hi podem trobar les dues frases que originen la polèmica:
«El seu enemic es va aturar un altre cop, encarant-lo, i l'ombra que l'envoltava s'estengué com dues vastes ales.» i «de sobte s'alça a gran altura, i les seves ales s'escampaven de paret a paret.»
No és clar si la referència a les ales s'ha de prendre literalment o metafòrica. El «com» al davant de la primera menció a les ales complica l'assumpte. Els defensors que els bàlrogs no tenen ales recorden que tant el bàlrog de Mòria com el que Glorfíndel va matar a Gondolin van caure de grans altures i en cap moment van evitar la caiguda volant. Els defensors dels bàlrogs alats argumenten que en aquests casos Gàndalf i Glorfíndel els tenien ocupats lluitant amb ells durant la caiguda, i citen alguns passatges on es relata com els bàlrogs semblen recórrer grans distàncies en poc temps, deixant lloc a la interpretació que hi anavan volant.

### Mida
Tot i que Tolkien tampoc concreta aquest aspecte, sembla que els bàlrogs tenien una mida equiparable als humans, possiblement tan sols una mica més grans. Per exemple, en un esborrany del Senyor dels Anells, es diu que el bàlrog de Mòria: «va irrompre per l'escletxa. No era més alt que un home però el terror semblava precedir-lo.»

### Adaptacions
Les representacions de bàlrogs en il·lustracions d'artistes els atorguen aparences molt diferents, tot i que potser la forma més comuna és la d'un toro gegant alat envoltat de flames. El bàlrog dibuixat per Ralph Bakshi en la pel·lícula de dibuixos animats de 1978 recorda un simi alat, volador i de la mida d'un home. A la trilogia de Peter Jackson es mostra un bàlrog que ja no té forma humanoide i es desplaça a quatre grapes. Té ales, tot i que no sembla capaç de volar, i les seves dimensions superen de molt la d'un home.

## Concepcions inicials dels bàlrogs
En les primeres concepcions del llegendari de Tolkien, els bàlrogs eren criatures molt més nombroses, menys poderoses i més fàcils de destruir. En un dels primers borradors del Quenta Silmaríl·lion trobem en un passatge referent a la Caiguda de Gondolin que «vingueren llops i serps, i vingué un centenar de bàlrogs, i vingué Glàurung el Pare dels Dracs.»
Tolkien va revisar aquesta idea i amb el temps els bàlrogs es van anar tornant cada cop més poderosos. Després de la publicació del Senyor dels Anells, va escriure en una nota al marge de la pàgina que "no n'haurien d'existir més de 3 o com a màxim 7.

## Bàlrogs homònims
Tot i que el nom bàlrog és creació de Tolkien i està protegit per les lleis de la propietat intel·lectual, en diversos universos s'hi troben criatures clarament inspirades en els bàlrogs:
- Al joc de rol de Dungeons & Dragons el dimoni conegut com a Balor va ser basat en un bàlrog, i també va armat amb fuets i una espasa de foc.
- La carta «Senyor de l'Abisme» (Lord of the Pit) del joc de cartes col·leccionable Magic: The Gathering originalment titulada bàlrog, però el nom es va haver de canviar per no infringir els drets d'autor.
- Sovint es considera que Ganon, de la saga de videojocs de La Llegenda de Zelda és un bàlrog, ja que la descripció correspon.
- A la sèrie de dibuixos animats japonesa Yu-Gi-Oh!, el personatge d'Alister invoca un monstre anomenat Gorlab (bàlrog al revés) que té l'aspecte d'un bàlrog.
- En la versió original japonesa del joc d'ordinador Street Fighter II, el lluitador que du màscara i urpes era conegut com a Bàlrog. Per als llançaments per Europa i els Estats Units es van reassignar els noms d'alguns personatges per evitar que el boxador negre que en la versió japonesa era conegut com a Mike Bison es pogués identificar amb Mike Tyson. D'aquesta manera, M. Byson va passar a ser el Tailandés vestit amb uniforme militar i capa que al Japó es coneixia com a Vega, el nom de Vega es va assignar al lluitador emmascarat i el boxador negre rebé el nom de Bàlrog.
- En el joc de Game Boy Advance Golden Sun: The Lost Age, un dels monstres finals s'anomena Valukar, recordant el nom quenya Valaraucar.